# Вонгуда (станція)
Вонгуда (рос. Вонгуда) — залізнична станція в Онезькому районі Архангельської області Російської Федерації.
Населення становить 94 особи. Входить до складу муніципального утворення Порозьке поселення.

## Історія
Від 2004 року входить до складу муніципального утворення Порозьке поселення.

## Населення
| 2002 | 2010 | 2012 |
| ---- | ---- | ---- |
| 94   | ↘83  | ↗94  |